# Michael Earl
Michael Earl (10 de setembro de 1959 - 23 de dezembro de 2015) foi um titereiro, construtor de fantoches, ator, dublador, escritor, cantor e compositor americano. Vencedor do Emmy por quatro vezes , cujos créditos incluem Mr. Snuffleupagus on Sesame Street (1978-1981) e Dr. Ticktock em Ticktock Minutes, uma série musical de PSA's na PBS que ele também co-criou, roteirizou e escreveu as letras para aquela coleção 11 Southern Regional Emmys, um Emmy Nacional de 1998 para Melhores Anúncios de Serviço Público, um Prêmio Gabriel, 2 Prêmios Escolha dos Pais e vários outros prêmios. Earl interpretou o personagem Shrek original em um filme de teste de desenvolvimento de captura de movimento para a DreamWorks e personagens principais manipulados por marionetes em Team America: World Police da Paramount Pictures . 

## História
Michael Earl (Davis) nasceu em Oakland, Califórnia e cresceu em San Leandro e Livermore, CA. Ele começou sua carreira profissional aos cinco anos atuando em um comercial de curad para TV. Dois anos depois, ele foi escolhido para ser o original "Is It Soup Yet?" garoto para Lipton, que funcionou por três anos. Ele fez shows de fantoches originais dos 10 aos 17 anos e, nos fins de semana durante os anos do ensino médio, Earl era aprendiz no Children's Fairyland Puppet Theatre em Oakland, CA, que o pai de Frank Oz (Mike Oznowicz) às vezes visitava  .
Aos 17, ele participou de um festival de marionetes onde conheceu Caco Love, que falou com Jim Henson (assim como Oznowicz) sobre o jovem marionetista. Aos 18 anos ele se mudou para Nova York e atuou em alguns comerciais de TV, bem como conseguiu um emprego de titereiro trabalhando para seu ídolo de infância, Bil Baird . Aos 19, Earl foi contratado sem ser visto por Jim Henson para The Muppet Movie e posteriormente ganhou o papel de Sr. Snuffleupagus em Vila Sésamo (substituindo Jerry Nelson, o criador), também criando os papéis de Forgetful Jones, Oscar the Grouch 's verme de estimação Slimey, Poco Loco, Polly Darton e os Honkers . Seus outros créditos no Muppet incluem The Muppets Take Manhattan, John Denver e os Muppets: A Christmas Together, Little Muppet Monsters, The Muppets: A Celebration of 30 Years, The Jim Henson Hour, Sesame Street's 20º aniversário Special e Dinosaurs . Earl também apareceu (como um fantoche Alien) contracenando com Will Smith e Tommy Lee Jones em Men in Black II  .
Earl orientou e / ou treinou muitos titereiros de TV e filmes, incluindo Drew Massey, Kevin Carlson, Camille Bonora e James Murray . Ele atuou como consultor de marionetes para empresas de entretenimento como MCA / Universal Pictures, Warner Bros. e Disney, trabalhando individualmente com o vice-presidente da Disneyland Entertainment para conceber, desenvolver e escrever eventos ao vivo de fantoches e não fantoches, incluindo passagens assombradas no RMS Queen Mary em Long Beach, Califórnia . Em 1989, ele co-escreveu e dirigiu 7 fantoches operando 80 fantoches em The Snow Queen no Bob Baker Marionette Theatre em Los Angeles  .
Earl fez uma turnê pelos Estados Unidos dando shows para crianças e suas famílias, combinando seus talentos como cantor, compositor e titereiro. Ele trabalhou individualmente com crianças e adultos, ensinando-lhes a confecção de fantoches e apresentações por meio de organizações como o Departamento de Assuntos Culturais de Los Angeles, Mark Taper Forum / Music Center, California Youth Theatre, LA's Best, Puppeteers of America, LA Inner City Arts, Beverly Hills Parks & Recreation, Kaiser Permanente, The Sycamores, LA Unified School District, Art Share LA, Hollywood Arts Council e Los Angeles Human Relations Commission. Em 2002, Michael criou o "Puppet Power!" programa através do California Youth Theatre,  onde ele ensinou, projetou, co-construiu, dirigiu e produziu o primeiro (e segundo) Ivar Puppet Festival anual, envolvendo 150 adolescentes do LA Unified School District de duas escolas diferentes construindo dezenas de gigantes - fantoches que eles apresentaram no Teatro Ivar em Hollywood  '.
Em 2008, Earl fez uma breve aparição na série de documentários observacionais Sky One, UK Border Force, quando foi filmado, sendo impedido de entrar no Reino Unido no aeroporto de Heathrow, pois seu empregador não obteve um visto de trabalho para ele. Ele deu uma breve demonstração de algumas de suas habilidades de boneco em um momento mais leve, enquanto esperava por sua deportação.
Em 2010 fez parceria com Roberto Ferreira para abrir a Escola de Bonecos . Em dezembro daquele ano, eles estrearam um novo musical original intitulado "It's a Monster World", onde Earl se apresentou ao vivo no palco ao lado de seus alunos avançados. Michael Earl continuou a ensinar teatro de fantoches para TV em Los Angeles e Nova York (www.puppetschool.com), enquanto escrevia e desenvolvia novos entretenimentos que "encorajam, instruem e fortalecem crianças de todas as idades por meio do uso criativo da música e dos bonecos."
Em maio de 2011, a Puppet School estreou uma temporada esgotada de outro show ao vivo chamado "Puppet Jukebox" em Hollywood - apresentando Earl e seus alunos avançados de fantoches. Também em 2011, Earl anunciou seu plano de lançar "TV Puppets Unplugged!" - uma palestra / demonstração itinerante que apresenta histórias e clipes de filmes de sua carreira de 30 anos. Fantoches de TV desconectados! jogado em faculdades em todo os EUA.

## Vida pessoal e morte
Earl morava em Los Angeles, Califórnia . Em 23 de dezembro de 2015, ele morreu aos 56 anos de câncer de cólon, que tinha há três anos. 

## Filmografia

### Live action
- Team America: World Police - Lead Terrorists
- Men in Black II - Puppet Alien
- As Aventuras de Timmy, o Dente [5] - Sra. Flossy, Mumfred, a Múmia
- Geo Kids -
- Dinossauros - Monstro Geladeira
- As Aventuras de Timmy, o Dente - Sra. Flossy
- Minutos de tique-taque - Dr. Tiquetaque
- Rua Sésamo: Cante-se bobo! - Muppets adicionais
- Canções Sésamo: Rock & Roll - Muppets adicionais
- A hora de Jim Henson - (piloto) Muppets adicionais
- Muppet Wildlife PSAs - Muppet Penguin
- Monstrinhos Muppet - Pinguim Muppet
- Vila Sésamo: aprendendo sobre os números - vários Muppets
- Especial do 20º aniversário da Vila Sésamo - Artista Adicional de Muppet
- The Muppets Take Manhattan - Adicional Muppet Performer
- Sr. mãe - Sr. Snuffleupagus (arquivo de imagens na TV)
- Simon - Membro da Comunidade
- Força de Fronteira do Reino Unido - Ele mesmo
- John Denver e os Muppets: Um Natal Juntos - Intérprete Adicional de Muppets
- Vila Sésamo - Sr. Snuffleupagus, Forgetful Jones, Slimey the Worm, Poco Loco, Honkers, Polly Darton, Leslie Mostley, Muppets adicionais por três temporadas (1978-1980)
- The Dark Crystal - Artista adicional de Muppet (filmagem de teste de fantoches)
- The Muppet Movie - Muppete Performer adicional, operando Fozzie Bear, Dr. Teeth, Animal, Janice, Zoot, Scooter, Beaker e outros quando o líder Muppeteer estava interpretando outro de seus personagens na mesma cena.
- Theodore Rex - o reverendo
- O Phantom Tollbooth - Amigo de Milo (sem créditos)
- Funnybones - Dr. Ticktock
- GeoScout - Dr. Ticktock
- Media Mania - Monstro de Mortimer
- Life on Earth - Alien, MTV Music Video
- Fandango - Vários bonecos de saco de papel em locais de cinema
- Rock Junto com Bo Peep - Fleeter Mouse

### Não anime
Onde está Carmen Sandiego? - Ira Gation, vozes adicionais

### Efeitos visuais
Shrek - traje de captura de movimento Shrek